# Campeonato Mundial de Esquí Nórdico 2013 – Relevos 4 x 5 km femenino
El evento de Relevos 4 × 5 km femenino de esquí de fondo del Campeonato Mundial de Esquí Nórdico de 2013 tuvo lugar el 28 de febrero de 2013.

## Resultado
La carrera comenzó a las 12:45 (hora local).
| Pos.              | Nº | País            | Atleta                                                                     | Tiempo                                    | Dif. de tiempo |
| ----------------- | -- | --------------- | -------------------------------------------------------------------------- | ----------------------------------------- | -------------- |
| Medalla de oro    | 1  | Noruega         | Heidi Weng Therese Johaug Kristin Størmer Steira Marit Bjørgen             | 1:00:36.5 15:47.4 16:00.5 14:32.6 14:16.0 |                |
| Medalla de plata  | 2  | Suecia          | Ida Ingemarsdotter Emma Wikén Anna Haag Charlotte Kalla                    | 1:01:02.7 16:22.2 16:09.2 14:14.7 14:16.6 | +26.2          |
| Medalla de bronce | 6  | Rusia           | Julia Ivanova Alija Iksanova Mariya Guschina Yuliya Chekaleva              | 1:01:22.3 15:57.5 16:53.2 14:33.0 13:58.6 | +45.8          |
| 4                 | 9  | Estados Unidos  | Sadie Bjornsen Kikkan Randall Elizabeth Stephen Jessica Diggins            | 1:01:48.9 16:20.5 16:43.5 14:11.7 14:33.2 | +1:12.4        |
| 5                 | 3  | Finlandia       | Anne Kyllönen Kerttu Niskanen Riitta-Liisa Roponen Riikka Sarasoja-Lilja   | 1:02:00.3 16:21.9 16:10.0 14:18.7 15:09.7 | +1:23.8        |
| 6                 | 12 | Francia         | Aurore Jéan Célia Aymonier Anouk Faivre-Picon Coraline Hugue               | 1:02:30.2 15:56.7 16:57.4 14:42.9 14:53.2 | +1:53.7        |
| 7                 | 5  | Alemania        | Nicole Fessel Katrin Zeller Denise Herrmann Miriam Gössner                 | 1:02:44.3 16:15.4 16:44.9 14:35.9 15:08.1 | +2:07.8        |
| 8                 | 4  | Italia          | Lucia Scardoni Virginia de Martin Topranin Debora Agreiter Marina Piller   | 1:03:32.6 16:24.0 16:40.6 14:53.9 15:34.1 | +2:56.1        |
| 9                 | 8  | Polonia         | Kornelia Kubinska Justyna Kowalczyk Paulina Maciuszek Agnieszka Szymańczak | 1:04:11.5 16:24.5 15:22.6 16:12.3 16:12.1 | +3:35.0        |
| 10                | 11 | Ucrania         | Tetyana Antypenko Valentina Shevchenko Maryna Antsybor Kateryna Grygorenko | 1:04:33.0 17:16.5 17:01.2 15:07.5 15:07.8 | +3:56.5        |
| 11                | 14 | Austria         | Katerina Smutna Teresa Stadlober Veronika Mayerhofer Kerstin Muschet       | 1:04:50.6 16:15.0 16:46.8 15:45.2 16:03.6 | +4:14.1        |
| 12                | 16 | República Checa | Eva Vrabcová-Nývltová Petra Novaková Karolina Grohová Lucie Charvatová     | 1:06:26.6 16:45.7 17:41.5 15:44.9 16:14.5 | +5:50.1        |
| 13                | 15 | Estonia         | Triin Ojaste Tatjana Mannima Kaija Vahtra Heidi Raju                       | 1:09:10.7 17:15.9 18:11.3 16:28.4 17:15.1 | +8:34.2        |
| 14 !              | 7  | Eslovenia       | Barbara Jezeršek Katja Višnar Vesna Fabjan Alenka Čebasek                  | 17:33.8 18:58.9 15:33.7                   | 1 vuelta       |
| 14 !              | 10 | Kazajistán      | Yelena Kolomina Anna Stoyan Vikotriya Lanchakova Anna Shevchenko           | 18:26.0 18:42.6 15:56.4                   | 1 vuelta       |
| 14 !              | 13 | Canadá          | Daria Gaiazova Perianne Jones Emily Nishikawa Brittany Webster             | 16:42.0 17:32.3 15:33.8                   | no finalizaron |